# Brewer (Familienname)
Brewer ist ein englischer Familienname.

## Herkunft und Bedeutung
Brewer ist das englische Wort für Brauer und entspricht dem deutschen Familienname Brauer. Es ist somit ein Berufsname.

## Namensträger
- Aaron Brewer (* 1990), US-amerikanischer American-Football-Spieler
- Alan Brewer (1915–2007), britisch-kanadischer Physiker und Klimatologe
- Albert Brewer (1928–2017), US-amerikanischer Politiker
- Ashleigh Brewer (* 1990), australische Schauspielerin
- Benjamin Brewer, US-amerikanischer Regisseur und Drehbuchautor
- Betty Brewer (1923–2006), ehemalige US-amerikanische Schauspielerin
- Carl Brewer (Eishockeyspieler) (1938–2001), kanadischer Eishockeyspieler
- Carl Brewer (Politiker) (1957–2020), US-amerikanischer Politiker
- Caroline Brewer (* 1962), britische Hockeyspielerin
- Charles Brewer (* 1969), US-amerikanischer Boxer
- Charles Brewer-Carías (* 1938), venezolanischer Naturforscher
- Chris Brewer (Footballspieler) (Christopher Brewer; * 1962), US-amerikanischer American-Football-Spieler
- Chris Brewer (Schauspieler) (Christopher Allen Brewer), US-amerikanischer Schauspieler
- Chris Brewer (Pokerspieler) (Christopher Brewer; * 1993), US-amerikanischer Pokerspieler
- Christian Brewer (1965–2021), britischer Jazzmusiker
- Christine Brewer (* 1955), US-amerikanische Sängerin (Sopran)
- Corey Brewer (* 1986), US-amerikanischer Basketballspieler
- Corey Lavelle Brewer (* 1975), US-amerikanischer Basketballspieler
- Craig Brewer (* 1971), US-amerikanischer Filmregisseur und Drehbuchautor
- David Brewer (1940–2023), britischer Geschäftsmann
- David Brewer (Ornithologe) (* 1941), kanadischer Ornithologe und Chemiker
- David Josiah Brewer (1837–1910), US-amerikanischer Jurist
- Douglas F. Brewer (1925–2018), britischer Physiker
- Earl L. Brewer (1869–1942), US-amerikanischer Politiker
- Eddie Brewer (1919–2003), britischer Naturschützer
- Eric Brewer (* 1979), kanadischer Eishockeyspieler
- Eric Brewer (Informatiker), US-amerikanischer Informatiker
- Grady Brewer (* 1970), US-amerikanischer Boxer
- Felix von Brewer-Fürth (1847–1918), österreichischer Politiker, Bürgermeister von Czernowitz
- Fides Krause-Brewer (1919–2018), deutsche Fernsehjournalistin
- Francis B. Brewer (1820–1892), US-amerikanischer Politiker
- Gay Brewer (1932–2007), US-amerikanischer Golfspieler
- Gene Brewer (* 1937), US-amerikanischer Schriftsteller
- George MacKenzie Brewer (1889–1947), kanadischer Organist, Pianist, Komponist und Musikpädagoge
- Gottfried Vinzenz von Brewer (1831–1873), deutscher Verwaltungsbeamter und Landrat
- Graeme Brewer (* 1958), australischer Schwimmer
- Harold Brewer, britischer Boxer
- Heinrich Brewer (1640–1713), deutscher Theologe und Historiker
- Henry Charles Brewer (1866–1950), britischer Maler
- J. Hart Brewer (1844–1900), US-amerikanischer Politiker
- Jack Brewer (Leichtathlet) (1914–1993), britischer Diskuswerfer
- Jack Brewer (Baseballspieler) (1918–2003), US-amerikanischer Baseballspieler
- Jack Brewer (Footballspieler) (* 1979), US-amerikanischer American-Football-Spieler
- James Alphege Brewer (1881–1946), britischer Radierer
- James Brewer (Basketballspieler) (Boo; * 1969), US-amerikanischer Basketballspieler
- James Brewer (Leichtathlet) (* 1988), britischer Mittelstreckenläufer
- James Norris Brewer, englischer Topograf und Schriftsteller
- Jamie Brewer (* 1985), US-amerikanische Schauspielerin
- Jamison Brewer (* 1980), US-amerikanischer Basketballspieler
- Jan Brewer (* 1944), US-amerikanische Politikerin
- Jim Brewer (Musiker) (James Brewer; 1920–1988), US-amerikanischer Sänger und Gitarrist
- Jim Brewer (Baseballspieler) (James Thomas Brewer; 1937–1987), US-amerikanischer Baseballspieler
- Jim Brewer (Basketballspieler) (James Turner Brewer; * 1951), US-amerikanischer Basketballspieler
- John Brewer (Historiker) (* 1947), britischer Historiker
- John Brewer Brown (1836–1898), US-amerikanischer Politiker
- John Brewer Cameron (1843–1897), australischer Landvermesser und Entdecker
- John Brewer Wright (1853–1923), US-amerikanischer Politiker
- John David Brewer (* 1951), britischer Soziologe
- John Sherren Brewer (1810–1879), englischer Geistlicher, Historiker und Gelehrter
- Johnny Brewer (1937–2011), US-amerikanischer American-Football-Spieler
- Joseph von Brewer (1821–1858), deutscher Verwaltungsbeamter und Landrat
- Lawrence Russell Brewer (1967–2011), US-amerikanischer Mörder, siehe Mordfall James Byrd junior
- Madeline Brewer (* 1992), US-amerikanische Schauspielerin
- Mark S. Brewer (1837–1901), US-amerikanischer Politiker
- Matt Brewer (* 1983), US-amerikanischer Jazzbassist
- Michael Robert Brewer (* 1964), neuseeländischer Rugby-Union-Spieler
- Mike Brewer (Musiker) (Michael Brewer; * 1944), US-amerikanischer Musiker
- Mike Brewer (Moderator) (Michael H. Brewer; * 1964), britischer Moderator und Autohändler
- Mike Brewer (Rugbytrainer) (* 1964), neuseeländischer Rugbyspieler und -trainer
- Mike Brewer (Hockeyspieler) (* 1969), kanadischer Hockeyspieler
- Richard George Brewer (1928–2012), US-amerikanischer Physiker
- Robert Brewer (* 1939), US-amerikanischer Eiskunstläufer
- Ron Brewer (* 1955), US-amerikanischer Basketballspieler
- Ronnie Brewer (* 1985), US-amerikanischer Basketballspieler
- Rose M. Brewer, US-amerikanische Soziologin
- Teresa Brewer (1931–2007), US-amerikanische Popsängerin
- Trevor Donald Brewer (* 1989), US-amerikanischer Soldat
- Trevor John Brewer (* 1930), walisischer Rugbyspieler
- W. Donald Brewer (1912–1978), US-amerikanischer Regierungsbediensteter
- William Brewer († 1226), englischer Adliger, Beamter und Richter
- William Brewer (Adliger, † 1232), englischer Adliger und Beamter
- William Brewer († 1244), englischer Geistlicher, Bischof von Exeter, siehe William Briwere
- William D. Brewer (Diplomat) (1922–2009), US-amerikanischer Diplomat und Botschafter
- William D. Brewer (* 1943), US-amerikanischer Physiker
- William Henry Brewer (1828–1910), US-amerikanischer Botaniker
- Willis Brewer (1844–1912), US-amerikanischer Rechtsanwalt und Politiker